# GO!GOスカイヤー
『GO!GOスカイヤー』（ゴー!ゴースカイヤー）は、1973年（昭和48年）4月6日から同年7月27日までフジテレビ系列局（一部を除く）で放送されていたテレビドラマである。大映テレビとフジテレビの共同製作。江崎グリコとグリコ協同乳業（グリコ乳業）の提供。全17話。放送時間は毎週金曜 19:00 - 19:30 （日本標準時）。
本放送当時の本作は、5月18日放送の第7話以降、新聞紙上における題名表記を『大空の勇者 GO!GOスカイヤー』に変更していた。オープニング映像においては「GO!GOスカイヤー」のロゴが登場した後に「大空の勇者 第○回 サブタイトル」と表示される。本項ではフィルム原版を尊重し、第7話以降の題名を『GO!GOスカイヤー 大空の勇者』と解釈して記す。また放送リストには、「大空の勇者」を除外したサブタイトルを記す。

## あらすじ
孤児院出身の天地 隼人（あまち はやと）は、行く先々の航空会社で問題を起こしては解雇処分になるさすらいのパイロット。されど操縦技術は天才的でもあり、とある事件をきっかけにパイロット不足の東邦航空と出会ったことから、破天荒な手段で同社のパイロットに転じる。入社後の天地は、ライバルである酒巻 史郎（さかまき しろう）や、中原社長らとの衝突を繰り返しながらも、様々な事件に敢然と挑んでいく。

## キャスト
- 天地隼人：沖雅也
- 酒巻史郎：佐々木剛
- 中原幸子：光川環世
- 麻生芙佐子：坂口良子
- 中原薫：坂本貴子
- 須賀英介：玉川長太
- 喜多見神父：井上昭文
- 西条刑事：寺尾聡
- 中原健一郎：神山繁

## スタッフ
- プロデューサー：春日千春、風間孝雄、千原博司、八百板勉（フジテレビ）
- 脚本：放送リスト参照
- 撮影：亀谷政弘、森隆吉、西川芳男
- 照明：田中良正
- 美術：本田衝
- 音楽：萩原哲晶
- 助監督：大原豊
- 録音：佐藤幸哉
- 編集：田賀保
- 制作主任：水谷務
- 衣裳：大塚一良（富士衣裳）
- 結髪：大井きく子
- 記録：広川貴美子
- 仕上進行：北島貞治
- 現像所：東京現像所
- 連載：月刊誌 冒険王、小学館 学習雑誌
- 監督：放送リスト参照
- 制作：大映テレビ株式会社、フジテレビ

## 主題歌
『愛の翼』
- 作詞：吉田旺 / 作曲：中村泰士 / 歌：藤島新
- 東芝レコード（後の東芝EMI→EMIミュージック・ジャパン）から発売された。
- 本作も前作『アイちゃんが行く!』同様、OPラスト主題歌のメロオケが続いたままグリコの提供クレジットが出され、その後、後方から当時のグリコマークが入れ替わる様に映し出されたが、本作ではグリコのクレジットはブルーバック画面に映し出された。

## 放送リスト

### GO!GOスカイヤー
| 放送日        | 話数 | サブタイトル         | ゲスト出演                                    | 脚本     | 監督     |
| ------------- | ---- | -------------------- | --------------------------------------------- | -------- | -------- |
| 1973年 4月6日 | 1    | 嵐を呼ぶヒコウキ野郎 | - 矢崎知紀 - 桶田奈保美 - 佐々木真巳 - 簗正昭 | 山浦弘靖 | 湯浅憲明 |
| 4月13日       | 2    | 決死の盲目飛行       | - 村上幹夫 - 小倉一郎 - 浜田晃                | 山浦弘靖 | 湯浅憲明 |
| 4月20日       | 3    | 奪われたヘリコプター | - 伊藤幸子 - 浅利知子 - 大野千秋 - 小倉一郎   | 山浦弘靖 | 湯浅憲明 |
| 4月27日       | 4    | 恐怖の強行着陸       | - 高田直久 - 相原ふさ子 - 岡部健 - 杉山元     | 高久進   | 湯浅憲明 |
| 5月4日        | 5    | 空中爆破5秒前        | - 穂積隆信 - 藤木孝 - 佐藤仁哉 - ケイ・アンナ | 田口耕三 | 青木敏   |
| 5月11日       | 6    | 高度8000m! 涙の挑戦  | - 頭師佳孝 - 西本裕行 - 内田稔                | 山浦弘靖 | 国原俊明 |

### GO!GOスカイヤー 大空の勇者
| 放送日  | 話数 | サブタイトル               | ゲスト出演                                    | 脚本              | 監督     |
| ------- | ---- | -------------------------- | --------------------------------------------- | ----------------- | -------- |
| 5月18日 | 7    | 燃えろ! 愛と青春の翼       | - 荒川務 - 内田稔 - 山中恵利子 - 片岡玉枝     | 山浦弘靖          | 国原俊明 |
| 5月25日 | 8    | 空と海との大追跡           | - 神田隆 - 小沢紗季子 - 外山高士 - 野呂圭介   | 高久進            | 国原俊明 |
| 6月1日  | 9    | のぞかれた殺人現場         | - 西沢利明 - 三井恒 - 柳生博                  | 田口耕三          | 国原俊明 |
| 6月8日  | 10   | 謎のゆうれいゼロ戦         | - 藤岡重慶 - 東大路昌弘 - 伊藤高 - 守田比呂也 | 山浦弘靖          | 青木敏   |
| 6月15日 | 11   | SOS特ダネ飛行              | - 山本紀彦 - 大江徹 - 福田輝夫 - 小島敏彦     | 高久進            | 青木敏   |
| 6月22日 | 12   | じゃじゃ馬騒動記           | - 児島美ゆき - 黒崎勇 - 田中美津子 - 古川義範 | 田口耕三 奥中惇夫 | 奥中惇夫 |
| 6月29日 | 13   | 恐怖のパラシュート降下!    | - 安芸晶子 - 中田勉 - 小野川公三郎            | 山浦弘靖          | 湯浅憲明 |
| 7月6日  | 14   | 飛べ、恋と炎の奄美へ       | - 安芸晶子 - 沖田駿一 - 倉島襄                | 山浦弘靖          | 湯浅憲明 |
| 7月13日 | 15   | あこがれの住む街           | - 藤田漸 - 浅野真弓 - 島もとき - 山本廉       | 佐々木守          | 青木敏   |
| 7月20日 | 16   | 翼を失った鳥は今・・・・・ | - 岡村晴彦 - 武田正信 - 西田昭市              | 山浦弘靖          | 湯浅憲明 |
| 7月27日 | 17   | 青春の翼よ永遠に           | - 木村元 - 阿部希郎 - 前中克郎 - 木俣貞雄     | 山浦弘靖          | 湯浅憲明 |

## 放送局
- フジテレビ（制作局）：金曜 19:00 - 19:30
- 北海道文化放送：金曜 19:00 - 19:30[1]
- 青森放送：金曜 19:00 - 19:30[2]
- 岩手放送：水曜 18:00 - 18:30[3]
- 秋田テレビ：金曜 19:00 - 19:30[4]
- 山形テレビ：金曜 19:00 - 19:30[5]
- 仙台放送：金曜 19:00 - 19:30[6]
- 福島テレビ：水曜 19:30 - 20:00[6]
- 新潟放送：金曜 18:00 - 18:30[7]
- 長野放送：金曜 19:00 - 19:30[8]
- 山梨放送：金曜 19:00 - 19:30[9]
- テレビ静岡：金曜 19:00 - 19:30[9]
- 富山テレビ：金曜 19:00 - 19:30[10]
- 石川テレビ：金曜 19:00 - 19:30[10]
- 福井テレビ：金曜 19:00 - 19:30[10]
- 東海テレビ：金曜 19:00 - 19:30[11]
- 関西テレビ：金曜 19:00 - 19:30
- 山陰中央テレビ：金曜 19:00 - 19:30[12]
- 四国放送：月曜 18:00 - 18:30[13]
- 西日本放送：金曜 19:00 - 19:30[14]
- 広島テレビ：金曜 19:00 - 19:30[14]
- 山口放送：金曜 19:00 - 19:30[14]
- テレビ愛媛：金曜 19:00 - 19:30[14]
- 高知放送：金曜 19:00 - 19:30[14]
- テレビ西日本：金曜 19:00 - 19:30[15]
- サガテレビ：金曜 19:00 - 19:30[15]
- テレビ長崎：金曜 19:00 - 19:30[16]
- テレビ熊本：金曜 19:00 - 19:30[16]
- 大分放送：金曜 19:00 - 19:30[14]
- テレビ宮崎：金曜 19:00 - 19:30[17]
- 南日本放送：金曜 19:00 - 19:30[17]

## 雑誌連載
- 冒険王（1973年 / 浅井まさのぶ）
- 小学四年生（1973年5月号 - 8月号 / 上山ひろ志）
- 小学五年生（1973年5月号 - 8月号 / 作画：今道英治 / 脚本：山浦弘靖）
- 小学六年生（1973年5月号 - 8月号 / 石川茂）

## 前後番組
| フジテレビ系列 金曜19:00枠 【本番組まで江崎グリコ一社提供枠】 | フジテレビ系列 金曜19:00枠 【本番組まで江崎グリコ一社提供枠】                                                   | フジテレビ系列 金曜19:00枠 【本番組まで江崎グリコ一社提供枠】 |
| 前番組                                                        | 番組名 | 次番組                                                        |
| ------------------------------------------------------------- | --- | ------------------------------------------------------------- |
| アイちゃんが行く! （1972年9月1日 - 1973年3月30日）            | GO!GOスカイヤー （1973年4月6日 - 1973年5月11日） ↓ GO!GOスカイヤー 大空の勇者 （1973年5月18日 - 1973年7月27日） | スターまねマネ大会 （1973年8月3日 - 1973年9月28日）           |